# Syntemna immaculata
Syntemna immaculata är en tvåvingeart som först beskrevs av Cole 1919.  Syntemna immaculata ingår i släktet Syntemna och familjen svampmyggor.
Artens utbredningsområde är Oregon. Inga underarter finns listade i Catalogue of Life.